# Francisco López de Quiroga
Francisco López de Quiroga y Estrada (1787-1838) fue un militar boliviano nacido en Sopachuy en 1787, hijo del coronel Joseph Benito López de Quiroga y María Gómez de Estrada y Campoverde, ambos chuquisaqueños. Combatió en el Ejército Real del Perú. Perdió un ojo en la batalla de Tarbita (14 de marzo de 1814). Se hizo coronel del escuadrón de La Laguna y luchó contra Manuel Ascencio Padilla, defendiendo Chuquisaca el 28 de mayo y La Laguna el 13 de septiembre de 1816 bajo las órdenes del general Pedro Antonio Olañeta. Comandaba los Dragones de la Frontera cuando se enteró de la capitulación de Ayacucho, pasándose a las filas republicanas. Prefecto de Chuquisaca, salvo la vida de Antonio José de Sucre durante un motín, por lo que fue nombrado brigadier. Tras la intervención de Agustín Gamarra y la caída de Sucre fue nombrado prefecto de La Paz hasta 1829. 
Combatió por la Confederación Perú-Boliviana en Yanacocha y Socabaya. Se sublevó contra el Protector Andrés de Santa Cruz en Torata, pero fue fácilmente vencido y arrestado. Acabó fusilado en Oruro el 1 de mayo de 1838.